# Лангенценн
Лангенценн (нім. Langenzenn) — місто в Німеччині, розташоване в землі Баварія. Підпорядковується адміністративному округу Середня Франконія. Входить до складу району Фюрт.
Площа — 46,31 км2. Населення становить 10 652 ос. (станом на 31 грудня 2020).